# Challenger de Fürth 2014
El Franken Challenge 2014 fue un torneo de tenis profesional jugado en canchas de tierra batida. Se disputó la 27ª edición del torneo que formó parte del circuito ATP Challenger Tour 2014. Se llevó a cabo en Fürth, Alemania entre el 2 y el 8 de junio de 2014.

## Jugadores participantes del cuadro de individuales
| Favorito | País                      | Jugador               | Rank1 | Posición en el torneo |
| -------- | ------------------------- | --------------------- | ----- | --------------------- |
| 1        | Bandera de Eslovenia      | Blaž Rola             | 97    | Segunda ronda         |
| 2        | Bandera de Austria        | Andreas Haider-Maurer | 104   | Semifinales           |
| 3        | Bandera de Alemania       | Tobias Kamke          | 106   | CAMPEÓN               |
| 4        | Bandera de Eslovaquia     | Andrej Martin         | 158   | Semifinales           |
| 5        | Bandera de Estados Unidos | Wayne Odesnik         | 169   | Primera ronda         |
| 6        | Bandera de España         | Adrián Menéndez       | 174   | Cuartos de final      |
| 7        | Bandera de Francia        | Grégoire Burquier     | 175   | Cuartos de final      |
| 8        | Bandera de Portugal       | Gastão Elias          | 178   | Segunda ronda         |

| Posición en el torneo   |
| ----------------------- |
| Primera y segunda ronda |
| Cuartos de final        |
| Semifinales             |
| FINAL                   |
| CAMPEÓN                 |

- 1 Se ha tomado en cuenta el ranking del 26 de mayo de 2014.

### Otros participantes
Los siguientes jugadores recibieron una invitación (wild card), por lo tanto ingresan directamente al cuadro principal (WC):
- Johannes Härteis
- Robin Kern
- Kevin Krawietz
- Maximilian Marterer

Los siguientes jugadores ingresaron al cuadro principal con ranking protegido:
- Iñigo Cervantes Huegun
- Giovanni Lapentti

Los siguientes jugadores ingresan al cuadro principal tras disputar el cuadro clasificatorio (Q):
- Peter Torebko
- Maximilian Neuchrist
- Jason Kubler
- Yannick Maden

## Jugadores participantes en el cuadro de dobles

### Cabezas de serie
| Favorito | País                    | Jugador        | País                                  | Jugador            | Rank1 | Posición en el torneo |
| -------- | ----------------------- | -------------- | ------------------------------------- | ------------------ | ----- | --------------------- |
| 1        | Bandera de Alemania     | Frank Moser    | Bandera de Alemania                   | Alexander Satschko | 233   | Cuartos de final      |
| 2        | Bandera de Filipinas    | Ruben Gonzales | Bandera de Venezuela                  | Roberto Maytín     | 356   | Cuartos de final      |
| 3        | Bandera de Uruguay      | Ariel Behar    | Bandera de Alemania                   | Vahid Mirzadeh     | 375   | Semifinales           |
| 4        | Bandera de China Taipéi | Hsin-han Lee   | Bandera de la República Popular China | Ze Zhang           | 479   | Primera ronda         |

- 1 Se ha tomado en cuenta el ranking del 26 de mayo de 2014.

## Campeones

### Individual Masculino
- Tobias Kamke derrotó en la final a  Iñigo Cervantes Huegun, 6–3, 6–2

### Dobles Masculino
- Gerard Granollers /  Jordi Samper Montaña derrotaron en la final a  Adrián Menéndez /  Rubén Ramírez Hidalgo, 7–61, 6–2